# Portugalski imperij
Portugalski imperij je poimenovanje za zasedbo in izkoriščanje ozemelj, kl si jih je prisvojila Portugalska v času razvoja kot kolonialna država. 
Ozemeljska posestva imperija so v času največjega obsega zavzemala poleg kraljevine Portugalske še prekomorske posesti na mnogih otokih in obalnih področjih po skoraj vsem svetu, Brazilijo in področje današnjih Angole, Mozambika in Gvineje Bissau. V primerjavi z drugimi imperiji je bil Portugalski sorazmerno skromen po površini, ker raziskovalcem ni bilo do prodiranja v notranjost osvojenih ozemelj, zanimala jih le le ustanovitev solidnih obalnih baz. Je pa najdlje trajajoči kolonialni imperij, saj je trajal od leta 1415 (zasedba Ceute) do leta 1999 (odstop Macaua): Ceuta je bila prva kolonija, ki so jo sploh kdaj ustvarili Evropejci, Macau pa zadnja na svetu, ki se je odcepila od matične države. 
Portugalski zgodovinarji delijo dobo imperija na dva dela. Prvi obravnava zgodovino do leta 1580, ko je nasledstvena kriza dovolila špansko agresijo in nato Ibersko unijo, to je politično združitev s Španijo. Po ukinitvi Iberske unije leta 1640 je Portugalski imperij začel propadati. V drugem delu njegove zgodovine se ne vrstijo več nagla zaporedna osvajanja, temveč le obrambne vojne za ohranitev doseženih položajev, vse do postopnega zatona imperija. Po skoraj šestih stoletjih obstoja je imperij moral braniti svojo hegemonijo tudi z vojsko, vendar pri tem ni bil posebno uspešen, saj se je portugalska kolonialna vojna (1961 – 1974) zaključila ne le z osamosvojitvijo glavnih kolonij, temveč celo z globokim političnim preobratom v sami Portugalski. Danes so bivša portugalska ozemlja razdeljena med kar 53 držav.
Zgodovinsko je bila Portugalska prva dobesedno kolonialna država , to je prva, ki osvojenh ozemelj ni smatrala za golo teritorialno širitev, temveč izključno za vir ekonomskega dohodka. 

## Predzgodovina
Dolgo obdobje spopadov z Arabci od leta 711, ko so na Iberski polotok vdrli Mavri, do leta 1249, ko se je portugalska rekonkvista zaključila, je zapustilo v Portugalcih ne samo odpor proti vsemu muslimanskemu svetu, temveč predvsem prepričanje, da so se borili za ohranitev katoliške vere. Ko so se znebili Arabcev na svoji zemlji, so nadaljevali z napadi na muslimane izven države, kar so predstavili kot katoliško dolžnost, a je bila le želja po osvajanju. Portugalska je postala izrecno katoliško kraljestvo, ki je politične poteze opravičevalo z religijo. Tudi osvajanje se je začelo kot obramba vere pred drugoverci: da bi ustavili prodiranje islama, so Portugalci leta 1414 »osvobodili« Ceuto, ki je bila v muslimanskih rokah od leta 710, to je že sedem stoletij - v resnici je šlo za pridobitev izredno strateške točke v neposredni bližini Gibraltarja. Podobno je bil Henrik Pomorščak do svoje smrti predstojnik portugalskih templjarjev, to je Kristusovega reda Militia Christi, ki je nasledil ukinjeni red templjarjev, seveda ne zaradi pobožnosti ali spokornega življenja: visoki naslov mu je samo dovolil, da je dejansko upravljal ogromno premoženje reda za vzdrževanje pomorskih šol in za opremo raziskovalnega ladjevja.
Razen katoliško obarvanega mišljenja so Portugalci razvili tudi mržnjo in prezir do temnopoltih ljudstev, ki sta prišla na dan že pri zavzemanju afriških ozemelj, saj so pri prvih spopadih enostavno pobili vse domačine. Pozneje so ta odnos spremenili s tem, da so uzakonili sistematično trgovino s sužnji, ki je pred tem bila le obrobna dejavnost pri razprodaji vojnega plena. Medtem ko so bili v antiki sužnji večinoma del vojnega plena in so do neke mere ohranili osebno dostojanstvo, je trgovina s sužnji obravnavala z njimi kot z vsakim drugim blagom.  Portugalci so bili mnenja, da si z isto pravico lahko lastijo gozdove, rudnike in osebe zavzetih dežel.

## Nastanek
V času, ko je bilo normalno, da si večje države prizadevajo pridobiti nova ozemlja, Portugalska ni imela možnosti, da bi se širila v notranjost polotoka, ker je mejila na Kastilijo in Aragon, neprijazna in bojevita soseda. Vendar so bili Portugalci prepričani, da imajo pravico in potrebno moč, da si prilastijo nove dežele. Zato so usmerili svoje sile v pospešeni razvoj pomorskih veščin, kar naj bi omogočilo dostop do raznih priobalnih področij in njihovo zasedbo. Pri načrtovanju plovil so Portugalci uspešno upoštevali tehnike Vikingov, Benečanov in Arabcev, pa tudi zapise, s katerimi so sredozemski portolani razlagali zemljevide. Prvi dosežek novih tehnologij je bila izpopolnitev severnoafriškega ribiškega čolna v karavelo, ki je bila zelo uporabno plovilo: čeprav ni bila prostorna, je zadostovala za hitre raziskovalne odprave vzdolž atlantskih obal Afrike, pa tudi Velike Britanije, Flandrije in hanzeatskih dežel. Za daljša potovanja sta nastala karaka, mogočno transportno plovilo, in galeon, spretna bojna ladja. S svojo moderno floto je Portugalska z lahkoto osvojila najprej Ceuto ob Gibraltarju (1414), nato Madeiro (1419) in Azore (1427). Pri tem je treba poudariti, da Portugalci niso iskali novih teritorijev za poseljevanje, temveč predvsem ozemlja, ki bi mogla prispevati h gospodarskemu razvoju države. Tako je bila na primer zelo pomembna prisvojitev Madeire, prekrite z bogatimi gozdovi , ki je odločilno prispevala k razvoju ladjedelnic, dotlej nezadostno preskrbljenih z domačim lesom. 
Azori pa so postali, po odkritju Amerike, tudi pomembno oporišče, ko so Portugalci uvedli tako imenovano krožno plovbo (port. volta do mar), ki je predvidevala široko obkroženje brezvetrja do vstopa v področje ugodnih stalnih vetrov. Tako so se pri plovbi preko Atlantika izognili Sargaškemu morju vse do Azorov, odkod so nadaljevali plovbo s pomočjo ugodnih stalnih vetrov. 
Prav izredna sposobnost portugalskih ladjedelcev in mornarjev je v kratkem povzdignila kraljevino v prvo kolonialno velesilo na svetu. 

## Prvo obdobje (1415 – 1580)
Prvi in najpomembnejši pobudnik pomorskih raziskav in osvajanj je bil princ Henrik Pomorščak, ki je pridobil očeta za zavzetje Ceute, katerega je potem sam tudi uspešno vodil. Bil je vnet zagovornik tehnološkega napredka ter mecen kartografov in orožarjev. Posebno se je zavzemal za raziskovanje Atlantskega oceana in po njegovem ukazu je kapitan Gil Eannès leta 1434 (ali 1435) prvi prekoračil rt Bojador na severu današnje Zahodne Sahare, ki je za Evropejce pomenil skrajno dosegljivo točko. Po legendi naj bi namreč onkraj tega rta morske pošasti uničile vsako ladjo. Verjetno je vraža izhajala iz dejstva, da se pred rtom morsko dno spušča izredno počasi še daleč v morje, baje doseže po 25 kilometrih le 2 metra globine: izredna plitvina, in ne pošasti, je bila gotovo usodna mnogim plovilom. Eannèsova odprava se šteje za začetek tako imenovane dobe odkritij, saj je odprla pot okoli Afrike v Indijski ocean (tako imenovana indijska linija), pozneje pa tudi naprej v Pacifik in Amerike. Že po desetih letih so Portugalci imeli organizirane trgovske postojanke na obalah Senegala, Gvineje, Zelenortskih otokov in Sierre Leone, od koder so izvažali predvsem luksuzno blago, to je zlato, začimbe in sužnje, v zameno za strelno orožje in drugo tehnologijo.
Portugalska raziskavanja niso bila samo politično-ekonomskega pomena. Veliko odprav je imelo znanstvene cilje, predvsem v okviru oceanografije in meteorologije. Te odprave normalno niso bile vojaško opremljene in so zato izjemoma tudi podlegle nestrpnosti domačinov, recimo leta 1535 na Bissauskih otokih pred delto reke Geba. V večini slučajev pa je znanstveni odpravi sledila oborožena skupina, ki si je brez večjih težav prilastila vse otočje; tako so prešli v portugalsko last otoki Bioko (32 km od kamerunške obale), Corisco ter Veliki in Mali Elobey (pred izlivom reke Muni na meji Gabon/Ekvatorialna Gvineja), otočje Trinidade in Martin Vaz (1200 km od brazilske obale), otočje Svetih Petra in Pavla (950 km od brazilske obale), otočje Fernando de Noronha (350 km od brazilske obale), Falklandski otoki (480 km od argentinske obale), otok Ascension (1600 km od Afrike in 2250 km od brazilske obale), otok Sveta Helena in otočje Tristan da Cunha (2800 km od Afrike in 3360 od južne Amerike). Lokacije teh otokov dajo razumeti, da so portugalski raziskovalci dejansko prepluli ves Atlantik in da so se bolj ali manj upravičeno smatrali za njegove lastnike.
Leta 1488 je odprava Bartolomea Diaza obplula Rt dobrega upanja in zaplula v Indijski ocean z juga. S tem se je začelo portugalsko osvajanje azijskih obal. Ko je kmalu zatem Diogo Dias postavil bazo na Madagaskarju, so Portugalci nemoteno napredovali z osvajanjem vse do japonskih otokov. V kratkem so nastala trgovska in vojaška oporišča Goa, Malaka, Moluki, Makav in celo Nagasaki. Portugalci so postali najpomembnejši trgovski posrednik med Evropo in Azijo, pa tudi glavna povezava med večjimi azijskimi deželami, to je Indijo, Indonezijo, Kitajsko in Japonsko.

### Kosanje s Španijo
Zlato, ki je prihajalo iz Gvineje, je postavilo Portugalsko med velesile tiste dobe, kar ji je odprlo možnost kulturnih in ekonomskih stikov celo z muslimanskimi predstavniki, a je istočasno podžgalo nevoščljivost ostalih pirenejskih dežel. Leta 1469, ko sta se združili aragonska in kastiljska krona, je na mejah Portugalske zrasla nova politična enota, poznejša Španija, ki je odločno stopila v konkurenco pri raziskavah in osvajanju atlantskih obal. Že leta 1492 je Kolumb z odkritjem Amerike dokazal odločno voljo Španije, da se postavi po robu portugalskemu osvajanju.
Po odkritju nove celine je postalo nujno, da pomorski velesili določita medsebojna področja dejavnosti. Kot je bilo tedaj v navadi, je prevzel odgovornost za odločitev papež. Papež Aleksander VI., Španec po rodu, je z bulo Inter Caetera odredil, da poteka razmejitev kompetenc po poldnevniku, ki poteka 100 lig (593 km) zahodno od Zelenortskih otokov, skrajne portugalske posesti. Ta linija je bila približno enako oddaljena, na drugi strani, od Kube in Hispaniole, ki ju je odkril Kolumb, torej nekako na pol poti med portugalskimi in španskimi posestmi (pogodba iz Tordesillasa 1494). Čeprav je odločitev izgledala zelo salomonsko, je v resnici preprečevala vsako nadaljnje raziskovanje s strani Portugalcev, saj bi odkrivanje novih ozemelj šlo samo v korist Španije: medtem ko se je Španija lahko nemoteno širila proti zahodu, so portugalski raziskovalci lahko pridobivali le Atlantski ocean, ki so ga že dodobra prepluli. Portugalski kralj je zato začel direktne pogovore s kraljem Ferdinandom in kraljico Izabelo ter dosegel, da se je meja prenesla od 100 na 370 lig zahodno od Zelenortskih otokov. Dogovor je potrdil tudi papež Julij II. leta 1506..
Pri določanju razmejitve je igralo pomembno vlogo prepričanje, da sta Kuba in Hispaniola že del Indije, zato bi po mnenju tedanjih kartografov meja, v nadaljevanju onstran tečajev, vplivala tudi na portugalska posestva na drugi strani zemeljske oble. Ko je pa leta 1522 Portugalec Ferdinand Magellan objadral svet, je bila dokazana neobstojnost mnogih dotedanjih prepričanj in tudi problem razmejitve med dvema pomorskima velesilama je zadobil nove aspekte. Razmejitev je bila dokončno preklicana z Madridsko pogodbo leta 1750.

### Brazilija
Začetek šestnajstega stoletja zaznamuje odkritje Brazilije. Leta 1534 je Portugalska razdelila brazilske posesti na 12 kapitanij pod upravo plemičev in s tem dejansko uvedla fevdalni sistem. Že leta 1565 je bilo osnovano mesto Rio de Janeiro. Holandcem in Francozom, ki so se skušali naseliti v nastajajočih mestih, je bil močno otežkočen vsak napredek in razvoj, tako da so se v nekaj letih večinoma odselili. V naslednjih letih so s prodiranjem proti notranjosti celine Portugalci brez problemov prezrli omejitve pogodbe iz Tordesillasa in dosegli približno današnje meje z Argentino. Osnovane so bile plantaže tobaka in sladkornega trsa, za obdelavo katerih so Portugalci privedli afriške sužnje in s tem začeli novo poglavje svetovne zgodovine.

## Drugo obdobje (1580 – 1999)
Združitev s Španijo ob koncu šestnajstega stoletja je imela za Portugalsko negativne posledice. Ker ni imela več samostojne zunanje politike, je postala le del Španske krone in s tem pridobila vse njene nasprotnike. Britanci, ki so sicer bili zavezniki Portugalcev (Windsorski dogovor (1386)), so po združitvi začeli vztrajno napadati njihove kolonije, saj so bili s Španijo v vojnem stanju. Podobno so Holandci v raznih spopadih prevzeli veliko portugalskih kolonij v Aziji, Afriki in Ameriki. Osvojili so dober del brazilske obale in istočasno nemoteno ropali portugalske ladje po Atlantskem in Indijskem oceanu. Izguba oporišč v Indiji in jugovzhodni Aziji je pomenila zaton portugalskega trgovskega monopola vzdolž azijskih obal. Špansko-portugalski odgovor je bil pozen (1625) in nezadosten. Šele po ukinitvi zveze s Španijo so Portugalci uspeli spet pridobiti brazilsko obalo in nekaj drugih ozemelj. 
V Braziliji so se pojavila razna gibanja, ki so zahtevala neodvisnost, vendar zaradi slabe povezanosti niso imela uspeha. Portugalski kralj je kolonijo povzdignil v vice-kraljevino (1717) in po nekaj letih strnil vso javno upravo v rokah vice-kralja, svojega namestnika, kar je odpravilo dotedanji fevdalni sistem. Jezuitski red, ki se je poleg svojih redovnih nalog uspešno bavil s trgovino, je bil ukinjen. Leta 1775 je bilo preklicano suženjstvo domačinov.  Ko je leta 1807 pritisk Napoleonovih čet prisilil portugalskega kralja na umik, je João VI. zbežal v Rio de Janeiro. Po trinajstih letih se je vrnil v domovino in je v Braziliji pustil sina Petra kot regenta. Tudi ob upoštevanju vedno težjega položaja Portugalske, ki ni mogla več vzdrževati kolonij, je Peter proglasil neodvisnost Brazilije in se ustoličil kot Pedro I. Brazilski (1822). Ob upoštevanju velike raznolikosti raznih brazilskih pokrajin, je Pedro I. prevzel naslov “cesar”, hoteč s tem poudariti, da gre za ustanovitev “cesarstva”, to je združenja raznih etnij. 
Portugalski imperij se je tako skrčil na afriške posesti (današnje Mozambik, Angolo, otočje Sveti Tomaž in Princ, Zelenortski otoki), Vzhodni Timor, enklave v Indiji (Goa, Daman in Diu) ter Macau. Leta 1910 je Portugalska postala republika in po 16 letih je oblast prevzelo vojaštvo, vendar se država ni udeležila druge svetovne vojne, saj je vložila vse svoje sile v ohrano kolonialnih posesti, medtem ko so ostale kolonialne države pristajale na dekolonizacijo. Med letoma 1961 in 1974 se je odvila portugalska kolonialna vojna, to je vrsta bitk med Portugalsko republiko in afriškimi kolonijami, ki so zahtevale neodvisnost. Zaključila se je šele, ko so Portugalci strmoglavili vojaški režim in zahtevali demokratizacijo republike. Skladno z novo republiško ustavo so namreč kolonije avtomatično postale neodvisne. Izjema je bil Macau, ki je ostal še 25 let pod posebno portugalsko upravo in je nato prešel pod Kitajsko administracijo.